# Baie Bute
Pour les articles homonymes, voir Bute.

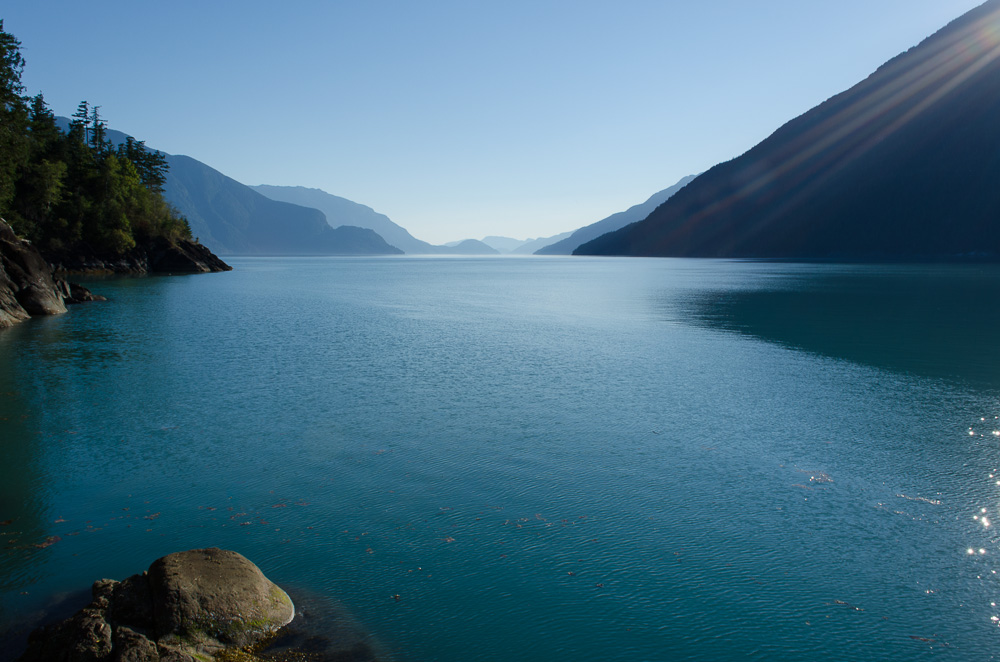

La baie Bute (en anglais : Bute Inlet) est un des plus grands fjords qui découpent la côte de la Colombie-Britannique au Canada. Elle s'étend sur une longueur d'environ 75 kilomètres à l'intérieur des terres, depuis son extrémité nord-est, où se jettent les fleuves Homathko et Southgate, jusqu'à son embouchure à proximité de l'île Stuart qui fait partie des îles Discovery. Le tracé de la baie Bute est alors prolongé sur trente kilomètres au milieu des îles Discovery, par le Calm Channel et le Sutil Channel, jusqu'à l'extrémité nord du détroit de Géorgie qui sépare l'île de Vancouver du continent. La baie a une largeur moyenne de 3 700 mètres et sa profondeur maximale atteint 650 mètres.
Le fjord est entouré de hautes montagnes qui culminent à plus de 3 000 mètres. Son seuil est situé juste à l'extérieur de la baie dans le Calm Channel sa profondeur est de 370 mètres. La Homathko draine un bassin de 5 720 km2 qui comporte plusieurs champs de glace permanents et l'apport en eau dans la baie est à son maximum durant la fonte des neiges en juillet.
Son nom, Bute Inlet, lui a été donné par le capitaine britannique George Vancouver en l'honneur de John Stuart (1713 - 1792), troisième comte de Bute, ancien premier ministre de Grande-Bretagne, qui venait de décéder.

## Présence d'hydrocarbure d'origine naturelle
Lors des hivers inhabituellement froids, une mystérieuse matière de couleur jaunâtre et ayant la consistance de la cire apparaît à la surface des eaux de la baie Bute, il s'agit d'un hydrocarbure d'origine naturelle, de la classe des terpénoïdes.

## Projet hydroélectrique
Un important projet hydroélectrique d'utilisation des cours d'eau qui alimentent la baie Bute pour produire de l'électricité, a été proposé en 2008 par la société Plutonic Power Corporation. La puissance est d'environ 1 000 MW et l'énergie produite devrait atteindre 3 000 GWh par an. La taille importante du projet dans une région isolée et encore vierge a entraîné des protestations à son encontre de la part de plusieurs organisations.